# Киркия
Киркия (лат. Kirkia) — род растений монотипного семейства Киркиевые (Kirkiaceae) порядка Сапиндоцветные (Sapindales).
Род назван в честь шотландского натуралиста Джона Керка.

## Ботаническое описание
Жизненная форма — деревья и кустарники. Листья расположены спирально или супротивно, перистые. Растения однодомные. Мелкие однополые цветки собраны в соцветия. В околоцветнике имеются чашелистики и лепестки. Четыре фертильные тычинки расположены простым кругом. Четыре плодолистика слиты выше общей завязи. Сборный плод состоит из четырёх крылаток.

## Ареал
Представители семейства встречаются на восточном побережье Африки и на Мадагаскаре.

## Виды
По информации базы данных The Plant List (на июль 2016), род включает 6 видов:
- Kirkia acuminata Oliv. typus[1]
- Kirkia burgeri Stannard
- Kirkia dewinteri Merxm. & Heine
- Kirkia leandrii (Capuron) Stannard
- Kirkia tenuifolia Engl.
- Kirkia wilmsii Engl.